# Canal Nou Internacional
Canal Nou Internacional était une chaîne de télévision régionale de la Communauté valencienne, en Espagne. Appartenant au groupe public de radio et de télévision de la Communauté Valencienne Ràdio Televisió Valenciana, elle était destinée en priorité aux membres de la diaspora et émettait exclusivement en valencien. Elle a cessé d'émettre le 28 février 2011.

## Présentation
Sa grille des programmes était constituée d'émissions reprises en direct ou en différé des principales chaînes du groupe public (Canal Nou, Canal Nou Dos et Canal Nou 24). Elle appartenait à la fédération des organismes de radio et de télévision des autonomies, une association professionnelle regroupant les principales chaînes de télévision régionales publiques du pays.
Émettant à l'origine sous le nom de Canal Comunitat Valenciana (CCV), puis de Televisió Valenciana Internacional (TVVI), elle est reprise dans un premier temps dans l'offre de base du bouquet de télévision par satellite Via Digital (aujourd'hui Digital+) avant de commencer à émettre en clair par l'intermédiaire des satellites Astra et Hispasat. Elle cesse ses émissions par satellite le 16 juillet 2010 et n'émet dès lors qu'en streaming sur internet.
Média généraliste, Canal Nou Internacional diffusait des émissions de proximité, des bulletins d'information, des documentaires et des variétés. Au contraire des autres chaînes du groupe, elle ne reprenait ni séries, ni films, ni grands événements sportifs (en dehors de ses propres productions) ce pour des raisons de droits de diffusion.
Parmi les principaux programmes figuraient « NT9 Bon Dia » (en semaine de 7 heures 30 à 10 heures), une émission mêlant chroniques pratiques, services, informations locales et débats, « La plaça » (de 11 heures 45 à 13 heures 15), un talk-show matinal et « En connexió » (de 18 heures 45 à 19 heures 30), une émission consacrée à l'information locale. Quatre journaux télévisés venaient rythmer l'antenne : le journal du midi, à 14 heures, celui du soir, à 21 heures, et deux éditions de la nuit (reprises de Canal Nou 24).